# Erie (Kansas)
Erie település az Amerikai Egyesült Államok Kansas államában, Neosho megyében, melynek megyeszékhelye is. Lakosainak száma 1047 fő (2020. április 1.).

## Története

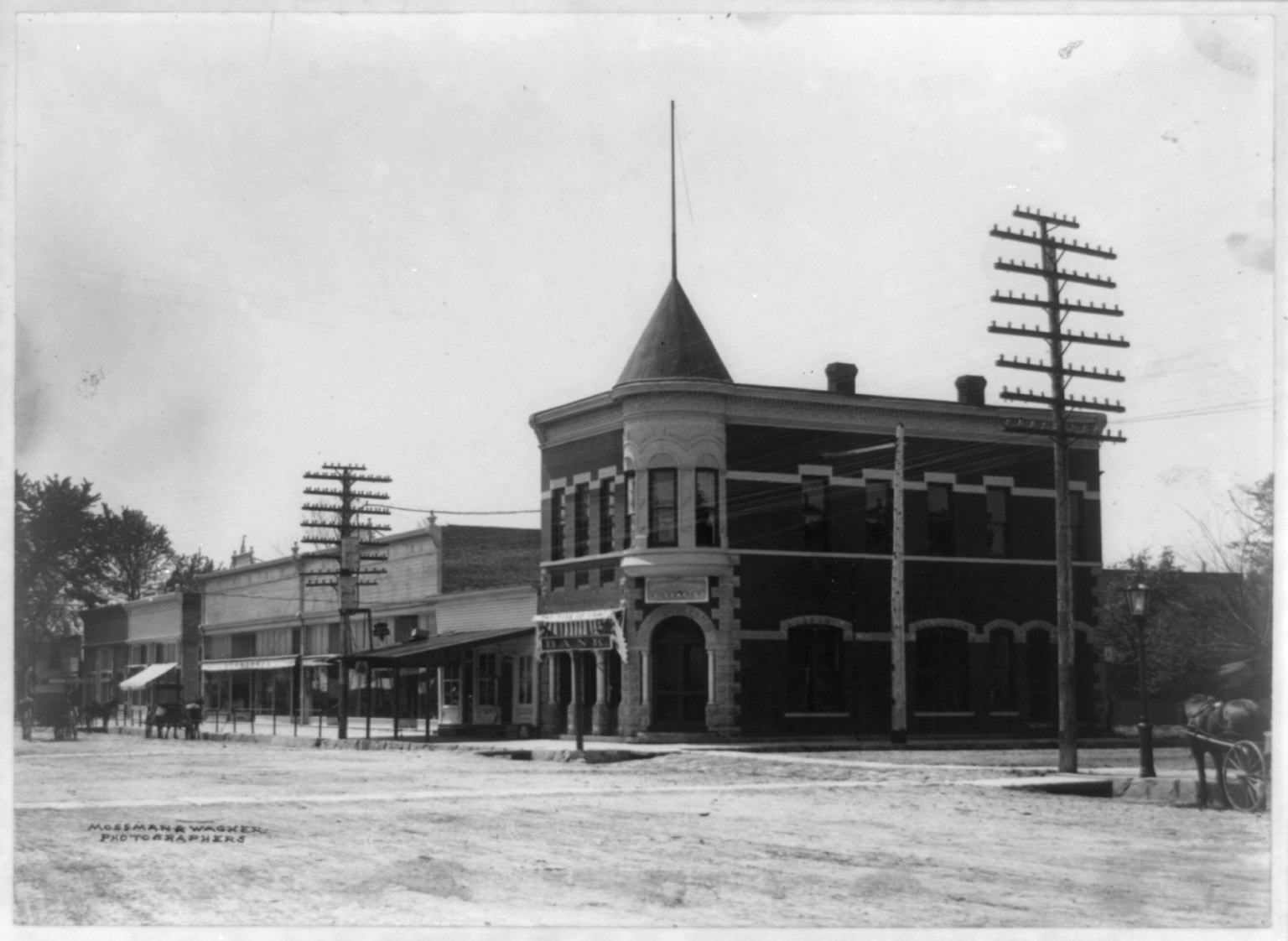
Bank of Erie Block (1887)

Erie első tűzoltósága 1866 novemberében alakult; alapító tagjai azok a férfiak voltak, akik felajánlották a földet, ahol a település létrejött. A város első rönkháza 1866-ban épült, míg az első vállalkozások a következő évben jelentek meg. 1883-ra a városban két vegyesbolt, két kovácsműhely, egy gyógyszertár, két szálloda, egy újságkiadó, két templom működött, a lakosság száma pedig körülbelül 300 fő volt.

## Népesség
A település népességének változása:

| 2010 | 1 150 |
| 2020 | 1 047 |